# Camutanga
Camutanga là một đô thị thuộc bang Pernambuco, Brasil. Đô thị này có diện tích 38,869 km², dân số năm 2007 là 8169 người, mật độ 210,17 người/km².